# Shuangxing (sockenhuvudort i Kina, Heilongjiang Sheng, lat 47,09, long 125,91)
Shuangxing (kinesiska: 双兴, 双兴乡) är en sockenhuvudort i Kina. Den ligger i provinsen Heilongjiang, i den nordöstra delen av landet, omkring 160 kilometer norr om provinshuvudstaden Harbin. Antalet invånare är 29 117. Befolkningen består av 14 174 kvinnor och 14 943 män. Barn under 15 år utgör 13,0 %, vuxna 15-64 år 80 %, och äldre över 65 år 6,0 %.
Runt Shuangxing är det ganska tätbefolkat, med 155 invånare per kvadratkilometer. Närmaste större samhälle är Mingshui, 10,1 km norr om Shuangxing. Trakten runt Shuangxing består till största delen av jordbruksmark.
Genomsnittlig årsnederbörd är 857 millimeter. Den regnigaste månaden är juli, med i genomsnitt 268 mm nederbörd, och den torraste är januari, med 6 mm nederbörd.